# Сремське воєводство
Сремське воєводство (1527—1530 роки) — нетривала держава на півночі Сербії, що перебувала у васальних відносинах до Османської імперії.

## Історія
Після розгрому повстанців Йована Ненади (відоме як царство Ненади) угорською армією в 1527 році сербський командувач Радослав Челник із залишками війська перебрався з Бачки до Срему, де став правити як васал османського султана Сулеймана I Пишного. У деяких джерелах говориться, що Челнік мав титул герцога, але, на думку більшості дослідників він був воєводою. Резиденція Челник перебувала в місті Сланкамен.
Незважаючи на васальні відносини з османами, Челнік підтримував дипломатичні відносини з Габсбургами. Під час чергового набігу турків він втік у володіння Габсбургів. Коли османські війська пішли, Челнік повернувся до Срему, але був змушений перенести резиденцію в місто Небойц на річці Вука.
У 1530 році Радослав Челнік публічно порвав відносини з османами і перейшов на службу до Габсбургів. Після цього Сремське воєводство ліквідовано та приєднано до Румелійського бейлербейства Османської імперії.